# Борго (Болоња)
Борго (итал. Borgo) је насеље у Италији у округу Болоња, региону Емилија-Ромања.
Према процени из 2011. у насељу је живело 47 становника. Насеље се налази на надморској висини од 768 м.